# Convent de Santa Maria dels Prats
El Convent de Santa Maria dels Prats –i també Mare de Déu dels Prats o Ermita dels Prats– és un santuari del municipi de Montblanc, a la Conca de Barberà, situat a la dreta del riu d'Anguera, dins la parròquia de La Guàrdia dels Prats.

## Descripció
Conjunt format per l'ermita i les dependències adossades, al costat dret de cara a llevant, d'estil senzill, combinant la pedra irregular amb el maó, fet que ens mostra les diferents reformes que aquest edifici ha sofert. El cos de les dependències del santuari sembla anterior al de l'església, refeta al segle XVI; i encara se'n poden veure les restes de l'antic campanar o torre de defensa d'ampli basament i un arc de descàrrega al pany de mur lateral.
L'edifici és de planta rectangular, amb quatre trams coberts a dues aigües damunt arcs faixons, apuntats, de pedra. La porta principal es va canviar d'orientació, abans estava orientada a l'oest. Es conserva en bon estat gràcies a una restauració.

## Història
Fundat al lloc anomenat la peixera, la seva església ja és citada en l'any 1224. Es diu que Sant Pere Ermengol passà allí els darrers anys de la seva vida, fundant-hi una comunitat de mercedaris. El 1290 part de la comunitat s'establí a Prades i al 1363, any que es coneix com a santuari, la comunitat es refongué amb la de Santa Maria del Miracle, a Montblanc, convertint-se en l'actual convent de la Mercè. L'any 1556 s'hi varen fer reformes.